# Volente o nolente
Volente o nolente è un singolo del cantautore italiano Luciano Ligabue e, pubblicato il 20 novembre 2020 come secondo estratto dal tredicesimo album in studio 7. Il brano, scritto dal cantautore insieme a Fabrizio Barbacci, ha visto la collaborazione di Elisa.

## Descrizione
Il brano, scritto e composto da Luciano Ligabue, vede il cantante collaborare vocalmente con Elisa per la seconda volta in un brano, dopo Gli ostacoli del cuore pubblicato nel 2006 come primo singolo dalla raccolta Soundtrack '96-'06 della cantante. Alcuni giorni prima della pubblicazione del brano, Luciano Ligabue racconta tramite i suoi profili social il processo di realizzazione del brano:
Nel gennaio 2021, in occasione della riedizione della raccolta 77+7 di Ligabue è stato reso disponibile la demo originali delle canzone, registrata nel corso del primo provino effettuato dai due cantanti, assieme a quello di Gli ostacoli del cuore.

## Video musicale
Il videoclip, diretto da Younuts!, è stato pubblicato il 24 novembre 2020 attraverso il canale YouTube del cantautore.

## Tracce
Testi e musiche di Luciano Ligabue, Fabrizio Barbacci.
1. Volente o nolente (feat. Elisa) – 3:38

## Formazione
- Luciano Ligabue - voce
- Guglielmo Ridolfo Gagliano - basso, tastiere
- Cesare Barbi - batteria
- Niccolò Bossini - chitarra
- Luciano Luisi - pianoforte, tastiere

## Classifiche
| Classifica (2020) | Posizione massima |
| ----------------- | ----------------- |
| Italia            | 60                |